# Dieter Arnold
Dieter Arnold est un égyptologue et archéologue allemand né en 1936 à Heidelberg. Il est le mari de l'égyptologue allemande Dorothea Arnold.
Il travaille pour le DAIK (Deutsches Archäologisches Institut) du Caire à Dahchour, sur le site de Deir el-Bahari et à El-Tarif.

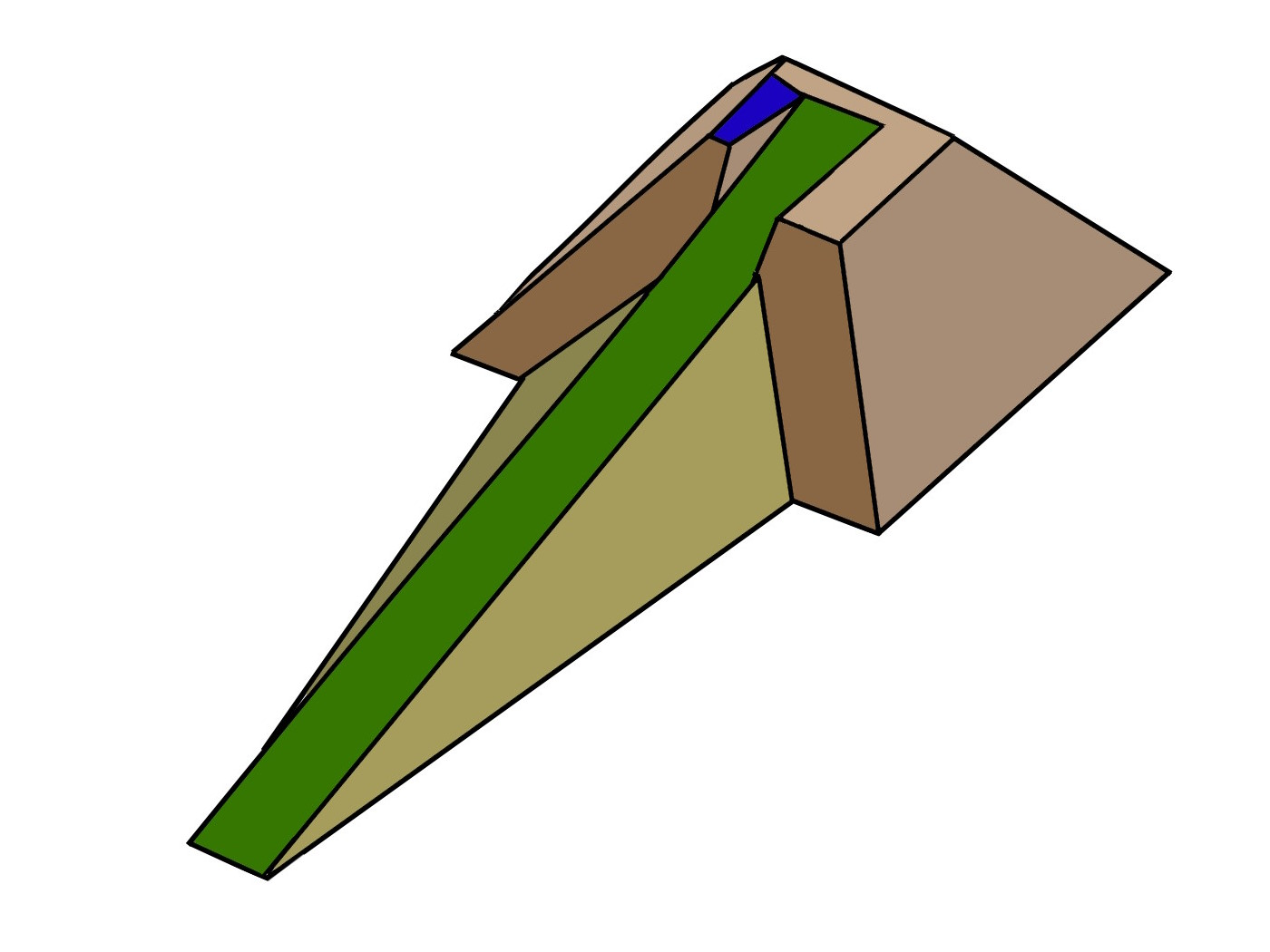
Modèle de rampe de Dieter Arnold

En 1981, il publia une proposition visant à construire la pyramide de Khéops. La rampe s'étend d'abord à l'extérieur puis dans un chemin à l'intérieur de la pyramide. Arnold a clairement indiqué que la méthode de construction ne pouvait pas être expliquée de manière purement archéologique en raison du manque de découvertes : « Il n'est plus possible de déterminer comment les constructeurs égyptiens l'ont utilisée. Cependant, les exemples des pyramides de Khéops et de Khéphren démontrent qu'elles ont réussi à résoudre le problème ».